# Hortipes orchatocnemis
Hortipes orchatocnemis là một loài nhện trong họ Corinnidae.
Loài này thuộc chi Hortipes. Hortipes orchatocnemis được miêu tả năm 2000 bởi Bosselaers & Rudy Jocqué.